# Joachim Moritz Wilhelm Baumann
Joachim Moritz Wilhelm Baumann (* 28. Dezember 1766 in Leipzig; † 21. April 1849 in Trebsen/Mulde) war ein deutscher Jurist und Gutsbesitzer. 1833 wurde er von König Anton von Sachsen zum Mitglied der Ersten Kammer der Sächsischen Ständeversammlung ernannt.

## Leben

### Familie
Baumanns Vater Joachim (* 8. Februar 1724 in Hamburg; † 24. Juni 1794 in Leipzig) war Erb-, Lehns- und Gerichtsherr zu Steinbach (heute Ortsteil von Bad Lausick). Er heiratete Christiane Elisabeth, eine geborene Richter aus Leipzig und Mutter von Joachim Moritz Wilhelm. Er war eines von zwei Kindern des Paares und hatte noch eine ältere Schwester.

### Beruflicher Werdegang
Baumann erhielt Privatunterricht und studierte von 1786 bis 1789 Rechtswissenschaften an der Universität Leipzig und ab 1790 an der Universität Göttingen. In Göttingen besuchte er auch physikalische Vorlesungen bei Georg Christoph Lichtenberg. 1792 erfolgte seine Promotion an der juristischen Fakultät der Leipziger Universität mit einer öffentlichen Disputation mit dem Thema Divus Gordianus seu de vita et constitutionibus zum Doktor beider Rechte. Die Arbeit wurde noch im gleichen Jahr veröffentlicht.

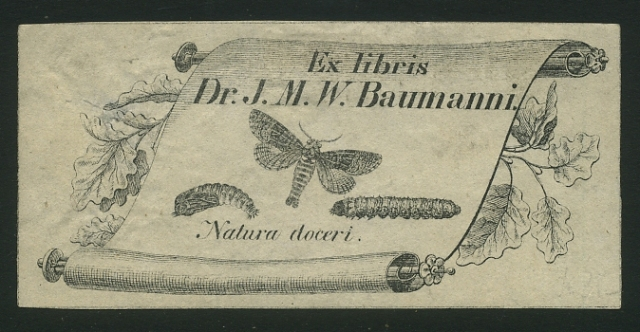
Exlibris von Joachim Moritz Wilhelm Baumann

Im Anschluss lehrte Baumann als Privatdozent an der Universität Leipzig und arbeitete als Konsistorialadvokat in Leipzig, wo er mit zahlreichen Rechtsfällen und Ehescheidungsangelegenheiten betraut wurde. Nach dem Tod des Vaters 1794 wurde er Besitzer des Ritterguts Steinbach mit dem Schloss Steinbach. 1805 ernannte man ihn zum Assessor am Oberhofgericht Leipzig und zum Konsistorialassessor. Ein Angebot, als besoldeter Stadtrat in den Rat der Stadt Leipzig einzutreten lehnte er ab. Sein Onkel Vincent Baumann, der Bruder seines Vaters, eröffnete ihm die Möglichkeit, nach seinem Tod dessen Rittergut Trebsen mit dem Schloss Trebsen an der Mulde zu übernehmen. 1805 trat er das ihm testamentarisch bestimmte Erbe an und wurde Rittergutsbesitzer in Trebsen, das im Laufe der Jahre sein dauerhafter Wohnsitz wurde. Bereits sein Onkel hatte die dazugehörigen umfangreichen Gartenanlagen im Englischen Stil umgestaltet und die Gebäude erweitert. In den großzügigen Räumlichkeiten des Schlosses Trebsen hatte Baumann Platz seine große Bibliothek, mit hauptsächlich naturgeschichtlichen Werken, aber vor allem die umfangreiche Sammlung astronomischer, physikalischer, naturhistorischer und musikalischer Instrumente und Gegenstände unterzubringen. Die Sammlung ergänzte er ständig, eine Beschäftigung, die er bis an sein Lebensende betrieb. Eine weitere Leidenschaft von ihm war die Quartettmusik, wobei Baumann selbst Violine spielte.
Zu seinen Besitzungen in Steinbach und Trebsen gehörte das Patronat von vier geistlichen und fünf Schulämtern. Baumann legte dabei größten Wert und Sorgfalt bei der Besetzung der Stellen. Vor allem in seinen letzten Lebensjahren konnte er durch den Erlass von Zinsen und Gefällen in den Gerichtsbezirken seiner Güter den Dank der Bevölkerung erlangen. 1821 wurde er von König Friedrich August I. von Sachsen zum Landstand gewählt und nahm von da an zehn Jahre an den landständischen Verhandlungen teil, zunächst als Vertreter der allgemeinen Ritterschaft und später als Mitglied des engeren Ausschusses. 1833 ernannte ihn König Anton von Sachsen zum Mitglied der Ersten Kammer des Ersten konstitutionellen Sächsischen Landtags als Vertreter der Rittergutsbesitzer, der er bis 1834 angehörte. Am 24. Mai 1842 konnte Baumann sein fünfzigjähriges Doktorjubiläum feiern. 1844 erfolgte der Verkauf des Schlosses Steinbach, das sich seit 1756 im Besitz der Familie Baumann befand.
Im Alter schon stark sehgeschwächt, starb Joachim Moritz Wilhelm Baumann am 21. April 1849, mit 82 Jahren, im Schloss Trebsen. Er wurde am 24. April in der Familiengruft in der Kirche zu Trebsen bestattet. Ein Jahr nach seinem Tod wurde von seiner umfangreichen Bibliothek ein Katalog erstellt, der fast 7000 zum Teil mehrbändige Titel enthielt, mit zahlreichen Prachtausgaben und Kupferwerken sowie Landkarten, Atlanten und Musikalien. Die Bücher wurden im September 1850 im Auktionshaus von Theodor Oswald Weigel in Leipzig versteigert. Baumann selbst war Übersetzer der ursprünglich in Englisch verfassten Schrift Vollständige Abhandlung der theoretischen und praktischen Lehre von der Elektricität nebst eignen Versuchen von Tiberius Cavallo, die er 1797 in zwei Bänden veröffentlichte und mit eigenen Anmerkungen und Zusätzen ergänzte.

### Ehe und Nachkommen
Joachim Moritz Wilhelm Baumann heiratete Elisabeth Cecilie, eine geborene DuVigneau (* 1768). Aus der Ehe gingen fünf Kinder hervor, drei Söhne und zwei Töchter. Seine Frau starb am 19. April 1845, ein Verlust der ihn schwer erschütterte. Auch sie wurde in der Familiengruft der Trebsener Kirche bestattet.

## Veröffentlichungen (Auswahl)
- Divvs Gordianvs Sive De Vita Et Constitvtionibvs (Dissertationsschrift). Saalbach, Leipzig 1793 (Digitalisat).
- Vollständige Abhandlung der theoretischen und praktischen Lehre von der Elektricität nebst eignen Versuchen. Von Tiberius Cavallo, Mitgliede der königlichen Societät. Aus dem Englischen übersetzt und mit einigen Anmerkungen und Zusätzen begleitet.
  - Band 1, Weidmannische Buchhandlung, Leipzig 1797 (Digitalisat).
  - Band 2, Weidmannische Buchhandlung, Leipzig 1797 (Digitalisat).